# Colonel Sun
Colonel Sun est le titre d'un roman de la série littéraire James Bond écrit par Kingsley Amis, sous le pseudonyme Robert Markham, et publié en 1968. C'est le premier roman de la série à ne pas avoir été écrit par Ian Fleming, mort en 1964. Ce roman est le seul d'Amis mettant en scène l'agent 007. Le roman fut adapté en bande dessinée dans le Daily Express en 1969-1970. Des éléments de l'histoire ont été utilisés dans quelques films de la saga : le kidnapping de M dans Le monde ne suffit pas, le méchant de Meurs un autre jour, le colonel Tan-Sun Moon qui doit son nom au colonel Sun Liang-tan et la scène de torture de 007 Spectre.
Le chef de James Bond, M le grand patron des services secrets britanniques avait été enlevé par des inconnus, et 007 s'élançait seul à la poursuite des ravisseurs, en se jetant volontairement dans la gueule du loup.
Une gueule de loup qui au début avait les traits charmants d'une ravissante grecque. Et brusquement, l'agent 007 se trouva seul contre deux puissances mondiales, pris dans un étau, affrontant un chinois sadique, les services secrets russes, un ancien SS. Pour se tirer d'affaire, James Bond avait pour toute armée une jolie fille et un pêcheur grec. Et tous ses petits gadgets ne lui servaient à rien, quand il se trouvait dans une cave, bien ligoté, avec devant lui un plateau d'instruments de torture choisis dans la panoplie d'une cuisine ordinaire.

## Résumé
Le roman commence par une partie de golf entre Bill Tanner et James Bond, à l'issue de laquelle 007 décide de rendre visite à M se trouvant en convalescence à Quarterdeck (sa résidence) ; cependant sans qu'il s'en rende compte, il est suivi. Arrivé à la villa, il ne trouve personne, pas même les Hammond. Un homme arrive derrière lui et lui braque son arme, on l'emmène à l'étage où se trouve M et on essaye de le droguer afin de le kidnapper ; mais il parvient à se débattre suffisamment pour réussir à s'échapper laissant M aux mains des ravisseurs. Bond perd connaissance un peu plus loin. 
Le lendemain, il se retrouve dans un commissariat où Tanner fait son apparition, de là s'ensuit une réunion entre le haut commandement sur l'incident. Il en résulte que l'on a trouvé un papier avec des noms et des numéros de téléphone grecs sur un papier dans le portefeuille du cadavre d'un des ravisseurs.
Sentant le piège à plein nez, Bond décide de se rendre à Athènes où il est à peu près sûr que les malfrats vont essayer de le kidnapper à nouveau. Sur place il rencontre une jeune femme nommée Ariane Alexandrou qu'il va aider à se débarrasser d'un homme qui la harcèle. C'est alors qu'ils vont passer beaucoup de temps ensemble et que des sentiments vont naître, Bond attend toujours qu'elle le piège. C'est le cas près d'un monument où des hommes arrivent pour emmener l'agent. Cependant Ariane se met à les agresser et ils parviennent à s'enfuir tous les deux. Elle lui explique qu'elle avait bien comme mission de l'enlever, cependant les hommes qui sont arrivés n'étaient visiblement pas des siens.
Elle l'emmène dans une planque où se trouve quelques membres de son organisation et il apprend tout : elle fait partie du GRU, service de renseignements de l'armée Russe. Elle devait le kidnapper et l'emmener quelques jours dans la planque car la Russie prépare un "événement" important et la présence de Bond à Athènes, vu ses états de service, est considérée comme fortement nuisible à cet événement. Des ennemis arrivent et l'endroit est pris dans une fusillade, seul Bond et Ariane en réchappent.
Le lendemain, 007 essaye de contacter son contact local, un certain Thomas, mais il se rend compte que sa boutique vient de partir en flamme ; Ariane propose alors de contacter un ancien ami de son père marin avec lequel ce dernier avait fait la guerre, un dénommé Litsas. Celui-ci a du mal à accepter de les aider mais le nom de Von Richter, ancien criminel de guerre qu'il a connu, évoqué par Ariane le fait changer d'avis. Ils partent en mer pour Vrakonisi (là où doit se dérouler l'événement) sur un bateau nommé l'Altaïr avec un beau stock de munition. Ariane explique en quoi l'événement consiste : plusieurs membres importants de son pays doivent rencontrer discrètement des dirigeants d'autres pays européens et africains sur l'île, histoire de les influencer pour qu'ils deviennent alliés dans le cadre de la guerre froide. Bond comprend que si un incident devait se dérouler lors de cette réunion, le prestige de l'URSS en prendrait un coup et l'Angleterre aussi vue que le kidnapping de M doit surement servir à faire porter le chapeau à l'Angleterre si quelque chose de grave venait à se dérouler. Il comprend que tout cela profitera à la nouvelle puissance mondiale émergente : la Chine.
Après avoir été attaqués en mer, ils arrivent aux abords de l'île. Ariane descend et se rend à l'endroit où doit avoir lieu le meeting afin d'en aviser la sécurité et son supérieur, Igor Arenski. Cependant Arenski n'en croit pas un mot et pense que ce doit être un coup monté pour saboter la réunion, lui ordonne de le ramener Bond ici en usant de ses charmes, il veut devenir "L'homme qui a tué James Bond". De retour sur l'Altaïr au lieu de faire venir Bond à la rencontre de Arenski, Ariane lui explique que son supérieur pense que c'est un piège et donc que son aide ne sera d'aucune utilité. Ils se mettent alors à la recherche de Von Richter auprès de la population, il n'est pas dur à trouver à cause de ses nombreuses cicatrices sur le visage. Bond le suit, celui-ci le mène dans une maison dans les récifs de Vrakonisi. Caché derrière la maison, il aperçoit un chinois, sa théorie se confirme et il les entend discuter. Ils parlent du terrain assez plat aux alentours, et cherchent un endroit pour y poser un engin, que Bond pense atomique.
James Bond revient au bateau et explique son plan à Lithias et Ariane, soit l'assaut furtif de la maison au petit matin. Cependant, alors qu'ils sont en mer, ils sont pourchassés par un bateau Russe et doivent nager jusqu’à la côte. Le bruit et la lumière qu'a produite la poursuite ont alarmé les occupants de la maison. Dès que Bond atteint la plage, il est assommés. En se réveillant il reconnaît les agresseurs de M, Von Richter et le chinois qu'il avait vu la veille. Celui-ci se présente comme le colonel Sun Liang-tan de l'armée populaire de Chine. Un homme assez juste, qui confirme que son plan est sensiblement le même que celui que Bond avait imaginé. Le lendemain matin, les équipes de Von Richter installeront un Mortier britannique près de la maison et commenceront le bombardement sur celle des Russes. Ensuite un faux accident qui arrive fréquemment à cause de la sensibilité des obus se produira sur le mortier, ce qui fera exploser ses soi-disant opérateurs qui seront Bond et M ; on retrouvera leurs corps. Sun annonce à Bond qu'il va le torturer, non pas pour obtenir des informations, mais pour expérimenter de nouvelles techniques très douloureuses qu'il a imaginé.
Après avoir vu M dans sa cellule, Bond est descendu à la cave et est attaché à une chaise. Se produit alors une scène de torture violente et horrible où le colonel Sun insère divers objets métalliques dans le crâne de Bond, ses oreilles et le nez... Sun appelle une de ses deux domestiques. Il sait que Bond éprouve beaucoup de plaisir avec les femmes et veut qu'il la regarde impuissamment lorsqu'elle sera nue pour faire durer la souffrance. Celle-ci refuse mais Sun menace de la tuer, elle s'approche alors de Bond et lui monte dessus. Cependant, elle avait dérobé un couteau sur la table des instruments et après avoir coupé les liens, elle remet le couteau dans la main de Bond. Réunissant toutes ses forces, Bond lève le couteau et le plante deux fois dans le dos de Sun. Le colonel Sun à terre, Lohmann, le médecin qui se trouvait dans la pièce vient aider Bond au lieu de Sun. Il dit qu'il ne pouvait plus supporter cette scène de torture et qu'il savait qu'il allait être descendu comme tous les autres dès que l'opération serait finie. Il lui remet le couteau, lui fait une piqure qui le requinque partiellement et lui fournit oralement le plan des lieux et la position des derniers hommes ; il ne reste que vingt minutes avant les premiers tirs de mortier. Armé seulement d'un couteau, Bond libère Litsas détenu dans une pièce de la maison, puis Ariane qui s'est apparemment fait violer, et s'ensuit alors une élimination furtive des compères de Sun. Cependant Bond se fait repérer par Von Richter. Celui-ci accourt au mortier et a le temps de tirer, mais les obus frôle la réunion pour tomber finalement à la mer. Ils réussirent à le stopper et le capturer, et Litsas part faire une balade en mer avec lui et un revolver...
Alors qu'il pense qu'il n'y avait plus personne, Bond rentre dans la bâtisse retrouver Ariane et M. Néanmoins, il aperçoit plusieurs taches de sang sur le sol et accourt à la cave. Il voit le cadavre de la fille qu'il l'avait aidé ainsi que Lohmann mourant, troué de tous les côtés encore conscient sous l'effet de la morphine qu'il s'était administré. Celui-ci lui révélera que malgré ses blessures fatales, Sun a réussi à se relever et à fuir. 007 suit les traces de sang jusqu'à un rocher en extérieur où Sun est adossé, un obus à la main qu'il essaye de lancer sur Bond, sans succès. Bond lui plante alors le couteau dans le cœur, ce qui marqua la fin du colonel Sun.
Le roman se termine dans un hall où Bond en présence de M discute avec un politique de l'Angleterre ayant pour travail d'arranger auprès de la Grèce la pagaille qu'ils ont causée. Ils ont les remerciements des Russes pour avoir sauvé leur conférence. D'ailleurs, ils ont envoyé Arenski au goulag. Bond remercie une dernière fois Litsas et vient parler à Ariane et propose à cette dernière de partir avec lui...

## Personnages
- James Bond, qui part retrouver les kidnappeurs de M jusqu'en Grèce.
- M, patron de Bond et chef du MI6, enlevé pour des raisons obscures.
- Ariadne Alexandrou (VO) ou Ariane Alexandrou (VF), agent communiste grec qui aide Bond à vaincre le Colonel Sun et ses affiliés.
- Colonel Sun, de l'Armée de Libération Populaire.
- Niko Litsas
- Igor Arenski
- Ludwig Von Richter
- De Graaf